# Peregrinação de Nossa Senhora Aparecida

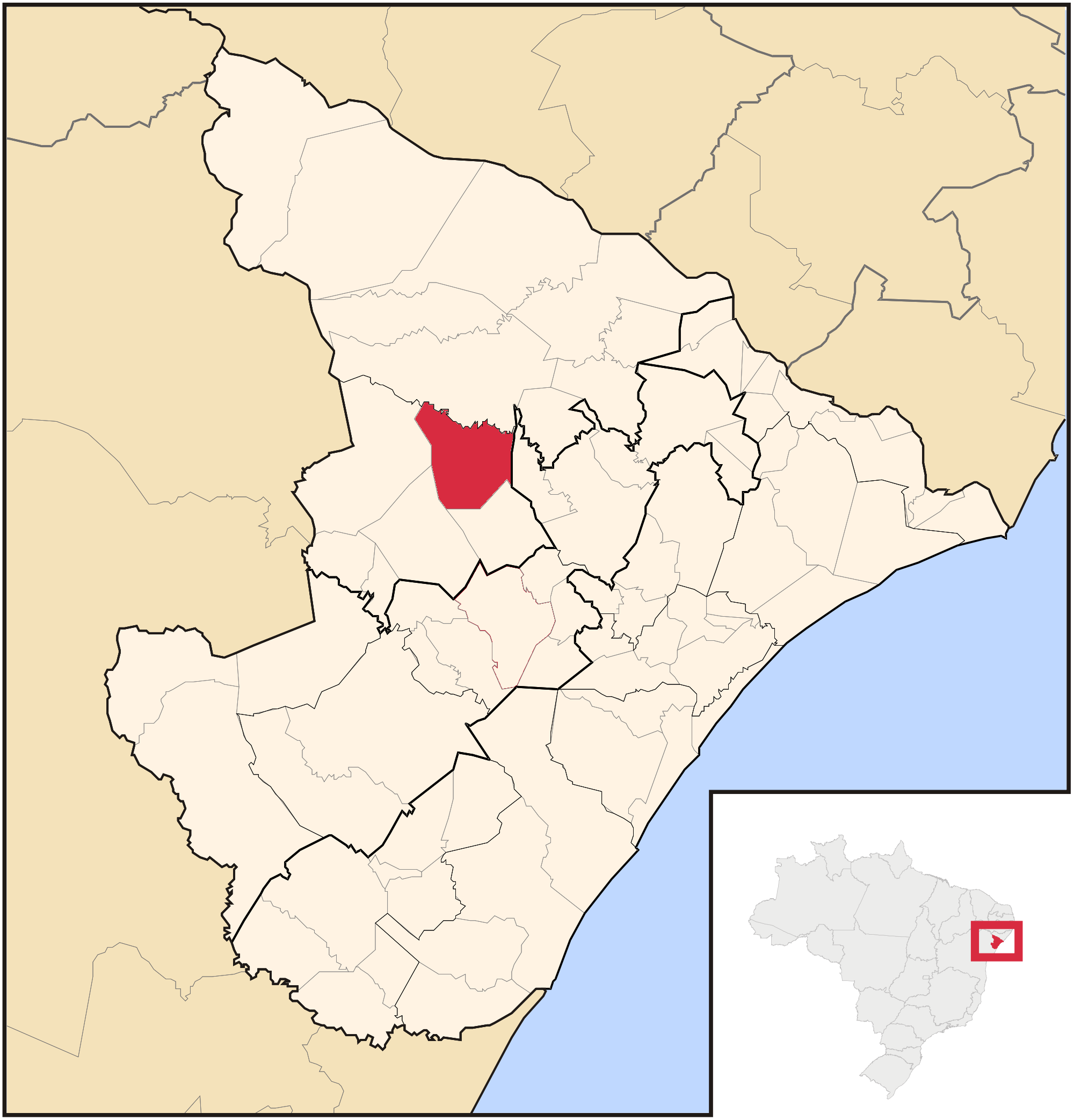
Localização de Nossa Senhora Aparecida.

A Peregrinação de Nossa Senhora Aparecida foi criada no ano de 2004, na cidade homônima, localizada no semiárido sergipano. De acordo com Santos (2015) "Até aquele ano, Nossa Senhora Aparecida era uma cidade marcada pela seca e a pobreza da população, sendo mais conhecida por estar entre dois importantes polos comerciais do estado: Itabaiana e Nossa Senhora da Glória. Todavia, naquele ano, o pároco da cidade, padre Jadilson, resolveu incrementar a festa da padroeira, criando uma peregrinação com o propósito de aumentar a participação popular e de tentar constituir um foco de peregrinação no semiárido sergipano".
A peregrinação foi idealizada pelo padre Jadilson, juntamente com a Arquidiocese de Aracaju. Assim, ainda em 2004 a cidade de Nossa Senhora Aparecida passou a ser a segunda cidade sergipana a receber uma peregrinação oficial da Igreja Católica. A organização do evento religioso teve como principal interlocutor o pároco idealizador, que formou inúmeras comissões para receber os peregrinos, estruturar a cidade e promover a caminhada religiosa pela rodovia entre o ponto de saída, o povoado Queimadas, em Ribeirópolis e a cidade de Aparecida.
Atualmente, a peregrinação reúne mais de 150 mil peregrinos, tornando-se uma das mais expressivas manifestações de fé de Sergipe, ao lado da Romaria Senhor dos Passos, em São Cristóvão; e da Peregrinação de Nossa Senhora Divina Pastora.